# Cẩm Xuyên
Cẩm Xuyên là một huyện ven biển thuộc tỉnh Hà Tĩnh, Việt Nam.

## Địa lý
Huyện Cẩm Xuyên nằm ở phía đông nam tỉnh Hà Tĩnh, có vị trí địa lý:
- Phía đông giáp huyện Kỳ Anh và Biển Đông
- Phía tây giáp huyện Hương Khê
- Phía nam giáp huyện Tuyên Hóa, tỉnh Quảng Bình
- Phía bắc giáp thành phố Hà Tĩnh và huyện Thạch Hà.

Các điểm cực của huyện Cẩm Xuyên:
- Điểm cực Nam là 18°02'18'' vĩ Bắc, mốc là núi Cù Han, đỉnh cao 400m, thuộc xã Cẩm Thịnh, giáp giới với xã Kỳ Thượng (huyện Kỳ Anh) và 2 xã Hương Hoá, Kim Hoá (huyện Tuyên Hoá, tỉnh Quảng Bình).
- Điểm cực Bắc là 18°20'51'' vĩ Bắc, mốc giới là điểm tiếp giáp giữa xóm Bắc Hoà (xã Cẩm Hoà) với biển Đông và xóm Đông Bàn (xã Thạch Văn, Thạch Hà).
- Điểm cực Tây là 105°51'17'' kinh Đông, mốc giới là núi My Ôn, đỉnh cao 238m thuộc xã Cẩm Mỹ, giáp với 2 xã Hương Trạch và Lộc Yên (huyện Hương Khê).
- Điểm cực Đông trên đất liền là 106°09'13'' kinh Đông, mốc giới là núi Ba Cội, đỉnh cao 400m, thuộc thôn Bắc Lĩnh (xã Cẩm Lĩnh), giáp với biển Đông và thôn Trung Kiên (xã Kỳ Xuân, huyện Kỳ Anh).

Tổng diện tích tự nhiên của huyện Cẩm Xuyên là 639,28 km², là huyện có diện tích lớn thứ 3/13 đơn vị hành chính cấp huyện trực thuộc tỉnh Hà Tĩnh, xếp sau các huyện Hương Khê (1.241 km²) và Hương Sơn (950 km²). Dân số toàn huyện tính đến ngày 01/4/2019 là 149.313 người (74.982 nam, 74.331 nữ với 14.087 dân cư thành thị và 135.226 dân cư nông thôn; 9,1% dân số theo đạo Thiên Chúa.

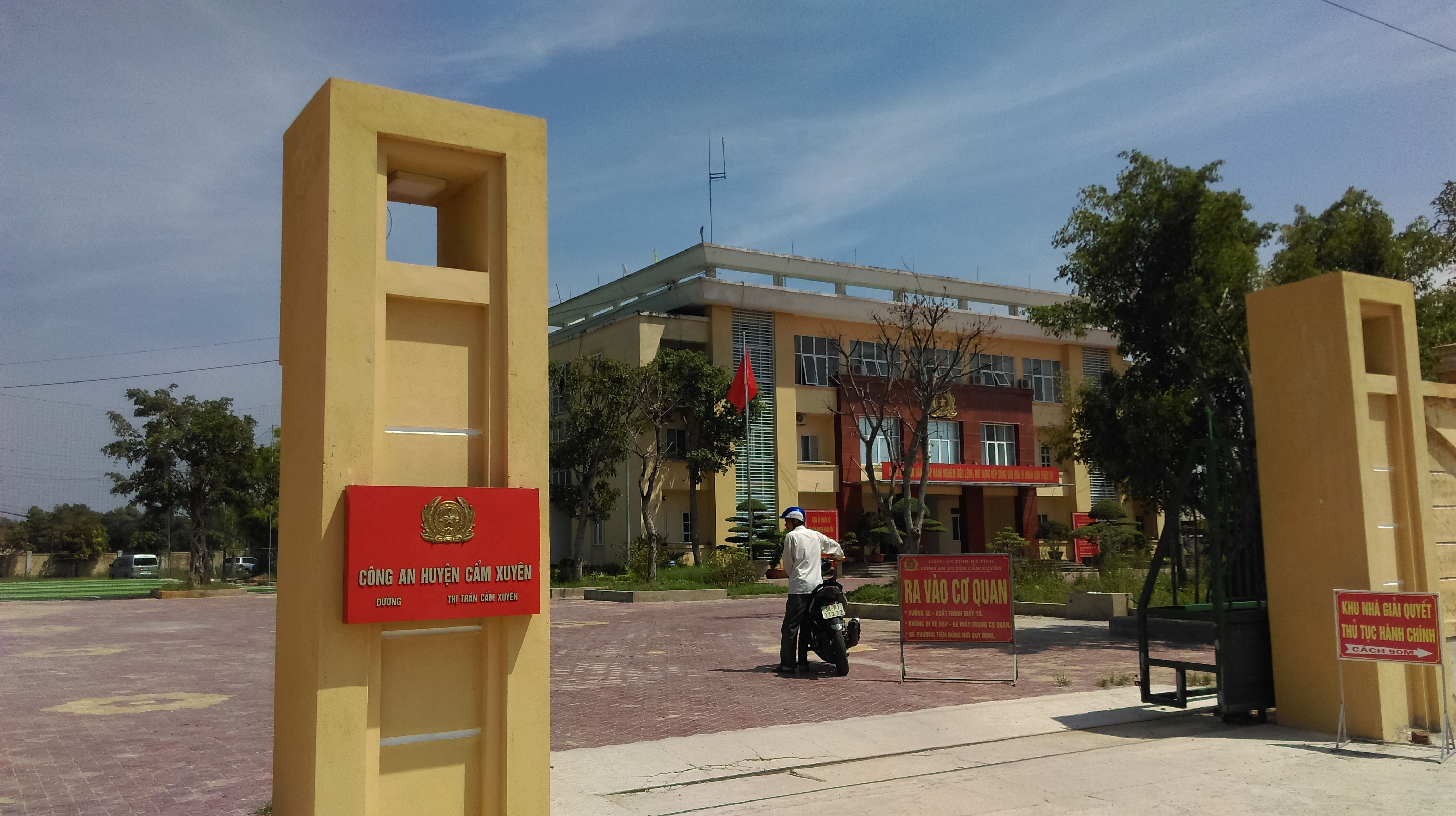
Công an huyện Cẩm Xuyên

Đây cũng là địa phương có dự án Đường cao tốc Hàm Nghi - Vũng Áng đi qua đang được xây dựng.

## Hành chính
Huyện Cẩm Xuyên có 21 đơn vị hành chính cấp xã trực thuộc, bao gồm 2 thị trấn: Cẩm Xuyên (huyện lỵ), Thiên Cầm và 19 xã: Cẩm Duệ, Cẩm Dương, Cẩm Hà, Cẩm Hưng, Cẩm Lạc, Cẩm Lĩnh, Cẩm Lộc, Cẩm Minh, Cẩm Mỹ, Cẩm Nhượng, Cẩm Quan, Cẩm Quang, Cẩm Sơn, Cẩm Thạch, Cẩm Thành, Cẩm Thịnh, Cẩm Trung, Nam Phúc Thăng, Yên Hòa.

## Lịch sử
Thời Hùng Vương (thế kỷ thứ VII - 258 TCN), nước Việt Thường Thị được chia làm 2 bộ là Việt Thường và Cửu Đức. Địa phận của bộ Việt Thường là vùng Nam Hà Tĩnh, trong đó có Cẩm Xuyên ngày nay.
Thời Triệu Đà trị vì (208 - 111 TCN) và nhà Hán đô hộ (111 TCN - 220), nước Nam Việt được chia làm 7 quận, quận Cửu Chân có 5 huyện, trong đó huyện Hàm Hoan nằm ở cực Nam. Vùng Cẩm Xuyên ngày nay thuộc huyện Hàm Hoan lúc đó.
Thời Ngô (Tam Quốc, 220 - 280), Lưỡng Tấn (265 - 420) và các triều đại Tống, Tề, Lương (420 - 557), nước ta chia làm 6 quận, vùng Hà Tĩnh thuộc quận Cửu Đức với 8 huyện. Vùng nam Hà Tĩnh ứng với huyện Nam Lăng.
Thời nhà Tuỳ đô hộ (581 - 618), nước ta bị chia làm 7 quận, trong đó quận Nhật Nam thuộc Nghệ An - Hà Tĩnh ngày nay. Huyện Việt Thường là một trong 8 huyện của quận Nhật Nam nằm phía Đông Nam Hà Tĩnh, đất Cẩm Xuyên lúc đó thuộc huyện Việt Thường.
Thời nhà Đường đô hộ (618 - 905), nước ta chia thành 12 quận và 14 châu, trong đó vùng đất Nghệ - Tĩnh ngày nay là châu Hoan, đất Cẩm Xuyên vẫn thuộc huyện Việt Thường.
Hơn một thế kỷ từ Họ Khúc (905 - 917), Nhà Ngô (939 - 967) đến Nhà Đinh (968 - 980) là thời kỳ chuyển giao lịch sử từ bị đô hộ sang độc lập, không có sử liệu về lịch sử hành chính nước ta.
Thời Tiền Lê (Lê Đại Hành, 980 - 1009) diễn ra việc sắp xếp lại hành chính trong cả nước, riêng vùng Hà Tĩnh lúc đó có châu mới Thạch Hà, đất Cẩm Xuyên thuộc về châu Thạch Hà.
Thời nhà Lý: Năm 1036, châu Hoan được đổi thành châu Nghệ An. Các đơn vị hành chính cấp dưới vẫn giữ nguyên.
Thời nhà Trần: Năm 1242 châu Nghệ An đổi thành phủ Nghệ An với 5 châu trực thuộc. Vùng Nam Hà Tĩnh thuộc châu Nam Tĩnh, dưới có 4 huyện: Hà Hoàng, Bài Thạch, Hà Hoa và Kỳ La. Huyện Kỳ La có địa phận tương ứng với đất huyện Cẩm xuyên ngày nay (Kỳ La là tên gọi của vùng cửa Nhượng ngày xưa, lúc đầu người Việt cổ gọi là Kẻ La, khi người Hán tràn xuống gọi chệch thành Cơ La rồi đổi thành Kỳ La). Năm 1397, Nhà Trần đổi phủ Nghệ An thành trấn Lâm An, cho nhập hai huyện Hà Hoa với Kỳ La thành huyện Kỳ Hoa.
Thời thuộc Minh (1407 - 1428), nhà Minh đổi nước ta thành quận Giao Chỉ, dưới quận có phủ, châu và huyện. Năm 1419, đặt phủ Hà Hoa gồm hai huyện Thạch Hà và Kỳ Hoa.
Thời Hậu Lê (1428 - 1788): Nhà Hậu Lê không có những thay đổi lớn về hệ thống hành chính. Suốt từ thế kỷ XV đến thế kỷ XVII đất Cẩm Xuyên vẫn thuộc huyện Kỳ Hoa, phủ Hà Hoa.
Thời Nguyễn (1802 - 1945): Năm 1831 trấn Nghệ An được chia thành 2 tỉnh là Nghệ An và Hà Tĩnh. Năm 1837, huyện Kỳ Hoa được tách làm 2 huyện là Kỳ Hoa và Hoa Xuyên. Tên gọi Hoa Xuyên có lẽ được đặt do ghép tên của 2 tổng là Hoa Duệ và Lạc Xuyên (trong số 4 tổng) thuộc huyện này.
Năm 1841, Minh Mạng vì kỵ húy đã cho đổi Kỳ Hoa thành Kỳ Anh và Hoa Xuyên thành Cẩm Xuyên. Cũng năm này phủ Hà Hoa đổi thành phủ Hà Thanh gồm 3 huyện: Kỳ Anh, Cẩm Xuyên, Thạch Hà.
Huyện Cẩm Xuyên khi mới thành lập có 4 tổng: Hoa Duệ (Mỹ Duệ), Lạc Xuyên, Thổ Ngõa, Vân Tán.
- Tổng Hoa Duệ có các xã: Hoa Duệ, Hương Duệ, Quan Duệ, Hương Cần, Tam Lộng, Thạch Lâu, Vịnh Lại, Vạn A Mè.
- Tổng Vân Tán có các xã: Vân Tán, Nhược Thạch, Quyết Nhược, Thạch Khê Thượng, Thạch Khê Trung, Thạch Khê Hạ, Vân Phong, Cẩm Bào, Hải An, Hoa Hương, Kỳ La, trại Tuấn Nghĩa và phường Giang Phái.
- Tổng Thổ Ngõa có các xã: Ngoã Cầu, Thổ Ngoã, Phượng Hoàng.
- Tổng Lạc Xuyên có các xã: Dư Lạc, Lạc Xuyên, Hoá Dục, Nhượng Bạn, Tư Dung.

Sau Cách mạng Tháng Tám năm 1945, huyện Cẩm Xuyên chia làm 15 xã: Cẩm Vân, Đại Thành, Hà Huy Tập, Mỹ Duệ, Nam Dương, Nam Lạc, Ngũ Phúc, Nguyễn Đình Liện, Nhượng Bạn, Quang Huy, Tam Quan, Thạch Lâu, Trung Lạc, Vĩnh Lại, Yên Hòa.
Năm 1954, huyện Cẩm Xuyên lại chia làm 27 xã với chữ đầu là "Cẩm": Cẩm Bình, Cẩm Duệ, Cẩm Dương, Cẩm Hà, Cẩm Hoà, Cẩm Huy, Cẩm Hưng, Cẩm Lạc, Cẩm Lĩnh, Cẩm Long, Cẩm Lộc, Cẩm Minh, Cẩm Mỹ, Cẩm Nam, Cẩm Nhượng, Cẩm Phúc, Cẩm Quan, Cẩm Quang, Cẩm Sơn, Cẩm Thạch, Cẩm Thành, Cẩm Thăng, Cẩm Tiến, Cẩm Trung, Cẩm Thịnh, Cẩm Vịnh, Cẩm Yên.
Ngày 17 tháng 5 năm 1986, thành lập thị trấn Cẩm Xuyên trên cơ sở 91,5 ha diện tích tự nhiên với 130 nhân khẩu của xã Cẩm Tiến; 52 ha diện tích tự nhiên với 130 nhân khẩu của xã Cẩm Quan và 3.783 nhân khẩu là cán bộ, công nhân viên Nhà nước.
Ngày 19 tháng 11 năm 1997, sáp nhập xã Cẩm Tiến vào thị trấn Cẩm Xuyên.
Ngày 3 tháng 10 năm 2003, thành lập thị trấn Thiên Cầm trên cơ sở toàn bộ diện tích và dân số của xã Cẩm Long.
Ngày 21 tháng 11 năm 2019, Ủy ban Thường vụ Quốc hội ban hành Nghị quyết số 819/NQ-UBTVQH14 về việc sắp xếp các đơn vị hành chính cấp xã thuộc tỉnh Hà Tĩnh (nghị quyết có hiệu lực từ ngày 1 tháng 1 năm 2020). Theo đó:
- Sáp nhập ba xã Cẩm Nam, Cẩm Phúc, Cẩm Thăng thành xã Nam Phúc Thăng
- Sáp nhập xã Cẩm Yên và xã Cẩm Hòa thành xã Yên Hòa
- Sáp nhập xã Cẩm Huy vào thị trấn Cẩm Xuyên.

Từ năm 2020, huyện Cẩm Xuyên có 2 thị trấn: Cẩm Xuyên, Thiên Cầm và 21 xã: Cẩm Bình, Cẩm Duệ, Cẩm Dương, Cẩm Hà, Cẩm Hưng, Cẩm Lạc, Cẩm Lĩnh, Cẩm Lộc, Cẩm Minh, Cẩm Mỹ, Cẩm Nhượng, Cẩm Quan, Cẩm Quang, Cẩm Sơn, Cẩm Thạch, Cẩm Thành, Cẩm Trung, Cẩm Thịnh, Cẩm Vịnh, Nam Phúc Thăng, Yên Hòa.
Ngày 1 tháng 1 năm 2025, chuyển 2 xã Cẩm Bình và Cẩm Vịnh về thành phố Hà Tĩnh quản lý.
Huyện Cẩm Xuyên có 2 thị trấn và 19 xã như hiện nay.

## Văn hóa
- Chùa Yên Lạc: ở xã Cẩm Nhượng là một công trình kiến trúc nghệ thuật (đã được Bộ Văn hóa- thông tin cấp bằng chứng nhận "Di tích lịch sử, văn hóa" cấp Quốc gia số 3211/BT-QĐ (12/12/1994)).
- Đền Đức Đại Vương - Đền thờ Nguyễn Đăng Minh: ở thôn Ngụ Quế, xã Cẩm Vịnh (nay là xã Cẩm Bình). Là di tích lịch sử cấp tỉnh. Mỗi năm có 2 lễ hội lớn cũng là hội làng vào ngày 13 và 14 tháng 6 và tháng 10 âm lịch.
- Nhà lưu niệm Tổng Bí thư Hà Huy Tập: Xã Cẩm Hưng.

- Khu nghỉ mát Thiên Cầm.

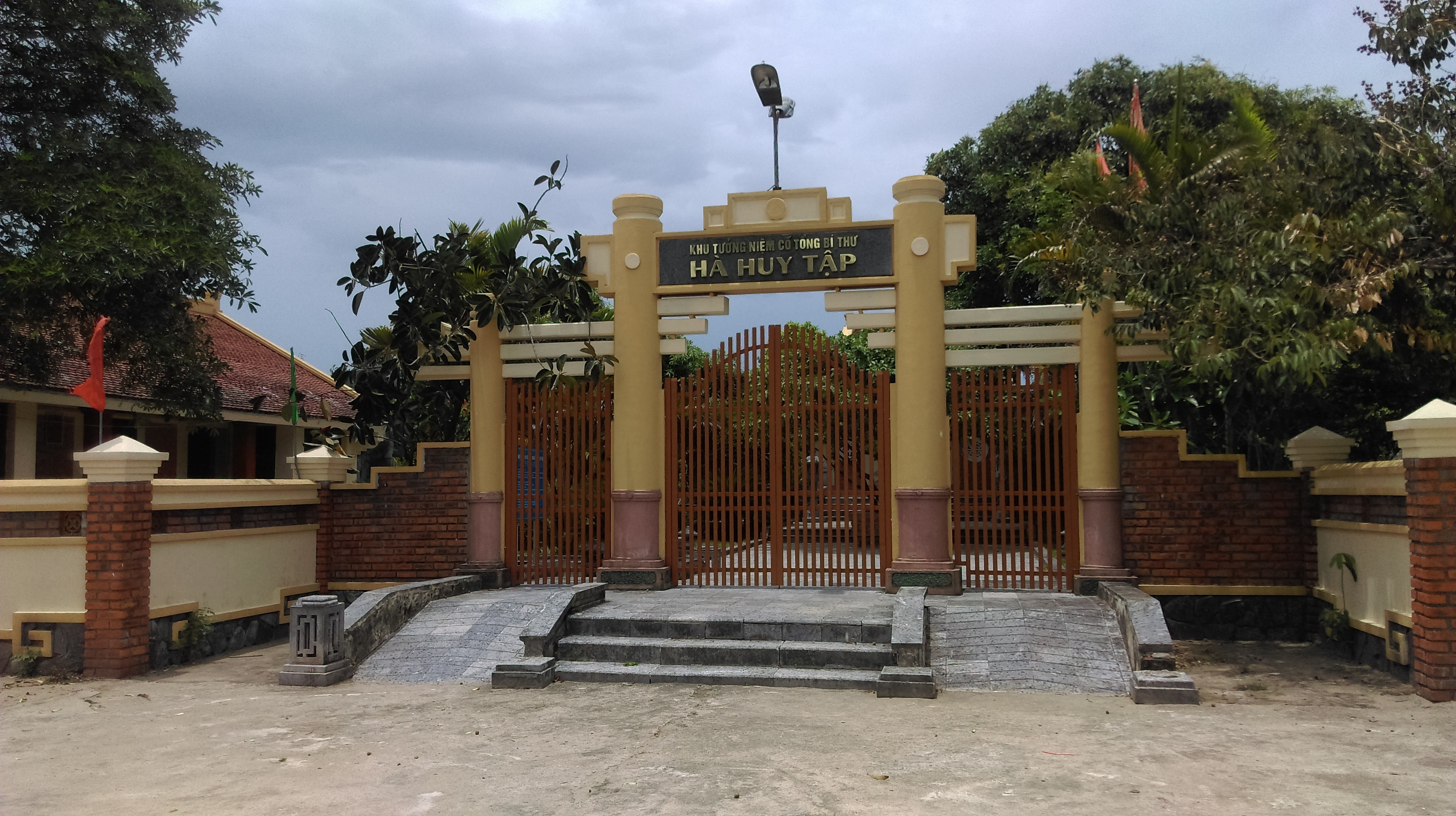
Khu tưởng niệm Tổng Bí thư Hà Huy Tập

- Hồ Kẻ Gỗ và khu bảo tồn thiên nhiên Kẻ Gỗ.
- Công trình kiến trúc nghệ thuật quốc gia Am Tháp Cẩm Duệ (tại thôn quang trung Cẩm Duệ).
- Đền Nguyễn Biên ở xã Cẩm Huy: Danh nhân lịch sử- Văn hóa thế kỷ 15.
- Đền Lùm Sò (thôn Tân Hòa), đền Nha Quan (Tân Hòa), đền Pháp Hải (Hữu Hòa) Cẩm Hòa.
- Cầu Rác (Cẩm Trung), Cầu Họ (Cẩm Hưng), Cầu Na, Cầu Kho (Cẩm Thành) là những trận địa vô cùng ác liệt đã đi vào lịch sử của quân và dân Cẩm Xuyên trong cuộc kháng chiến chống Mỹ cứu nước, để bảo vệ tuyến đường huyết mạch chi viện cho chiến trường miền Nam.
- Đình Hát: thuộc xóm Yên Lạc, xã Cẩm Yên.
- Giếng Vàng: thuộc xóm Gia Hội nay thuộc xã Cẩm Tiến (thị trấn Cẩm Xuyên).

Ở xã Cẩm Nhượng có các Lễ hội lớn tổ chức hàng năm như sau:
- Hội Hạ Thủy
- Hội đua thuyền
- Hội Nhượng bạn
- Cờ người.

Đặc sản:
- Bánh tráng Đông Hà
- Rượu Cẩm Yên
- Khoai lang Mục Bài.

### Giáo xứ
- Xứ Quèn Đông: thuộc xã Cẩm Lộc, là một xứ nổi tiếng về bình dân học vụ và tôn thờ Thiên Chúa.
- Giáo xứ Ngô Xá thuộc xã Cẩm Quang là một xã có truyền thống đạo lâu đời, con người ở nơi đây giàu lòng yêu thương người, sống rất chân tình.
- Giáo xứ Vạn Thành thuộc xã Cẩm Thạch.
- Giáo xứ Nhượng Bạn thuộc xã Cẩm Nhượng.
- Giáo xứ Vĩnh Phước thuộc xã Nam Phúc Thăng.
- Giáo xứ Mỹ Hòa thuộc xã Yên Hòa.
- Giáo xứ Lạc Sơn thuộc xã Cẩm Minh là một xã đang phát triển mạnh hiện nay.

## Danh nhân
- Dương Chấp Trung (1414–1469): Đỗ Hoàng giáp khoa Mậu Thìn (1448), làm quan đến chức Tả thị lang. Đền thờ ông tại xã Cẩm Minh đã được tại thiết và xếp hạng Di tích LS-VH cấp tỉnh năm 2017.
- Lê Tự (1466–?): Đỗ Tiến sĩ khoa Kỷ Mùi (1499), làm quan đến chức Thượng thư. Ông có công tổ chức khai khẩn hàng trăm mẫu ruộng rồi sung làm công điền.
- Biện Hoành (?–?): Đỗ Đệ Nhị giáp (Hoàng giáp) khoa Giáp Dần (1554), làm quan đến chức Hiến sát sứ Thuận Hóa.
- Lê Phúc Nhạc (1553–?): Đỗ Nhất giáp khoa Đinh Sửu (1577), làm quan đến Hữu thị lang bộ Lễ.
- Hoàng Công Minh (?–?): Làm quan đến chức Sơn phòng sứ thời nhà Lê.
- Hà Huy Kiểu (?–?): Đỗ khoa thi năm Kỷ Hợi (1779), Triều liệt đại phu, Lễ khoa cấp sự trung, tước Tử thời nhà Lê.
- Nguyễn Xuân Cảnh (?–?): Đỗ Cử nhân khoa Ất Dậu (1825) làm quan Phủ thừa phủ Thừa Thiên thời nhà Nguyễn.
- Nguyễn Xuân Thức (?–?): Đỗ Cử nhân khoa Tân Mão (1831) làm quan với hàm Thị độc thời nhà Nguyễn.
- Hà Huy Nhiếp (?–?): Đỗ Cử nhân khoa Quý Mão (1843), làm quan đến Tri huyện thời nhà Nguyễn.
- Đỗ Đình Hiệu (sau đổi là Đỗ Đình Vĩnh) (?–?): Đỗ Cử nhân khoa Bính Ngọ (1846) làm Chủ sự thời nhà Nguyễn.
- Hà Huy Phẩm (?–?): Đỗ Cử nhân khoa Mậu Ngọ (1858) làm Đốc học thời nhà Nguyễn.
- Hoàng Lý (?–?): Đỗ Cử nhân khoa Đinh Mão (1867) thời nhà Nguyễn.
- Bùi Suyền (?–?): Đỗ Cử nhân khoa Mậu Thìn (1868) thời nhà Nguyễn.
- Bùi Đạt (?–?): Đỗ Cử nhân khoa Kỷ Mão (1879) thời nhà Nguyễn.
- Võ Phương Trứ, (?–?): Đỗ Cử nhân khoa Đinh Dậu năm Thành Thái thứ 9 (1897), làm Biên tu Quốc sử quán thời nhà Nguyễn.
- Hà Huy Đỉnh (?–?): Đỗ Cử nhân khoa Quý Mão (1903) thời nhà Nguyễn.
- Đỗ Văn Bính (?–?): Đỗ Cử nhân khoa Nhâm Tí (1912) thời nhà Nguyễn.
- Nguyễn Gia Hưởng (?–?): Đỗ Cử nhân khoa Ất Mão (1915) thời nhà Nguyễn.
- Nguyễn Đình Thạch (?–?): Đỗ khoa Quý Sửu (1733), Tiến sĩ võ khoa dưới thời nhà Lê.
- Nguyễn Đình Chữ (?–?): Đỗ khoa Kỷ Mùi (1739), Tiến sĩ võ khoa dưới thời nhà Lê.
- Nguyễn Đình Quyền (?–?): Đỗ khoa Qúy Hợi (1743), Tiến sĩ võ khoa dưới thời nhà Lê.
- Nguyễn Đình Khanh (?–?): Đỗ khoa Đinh Sửu (1757), Tiến sĩ võ khoa dưới thời nhà Lê.
- Nguyễn Đình Cẩn (?–?): Đỗ khoa Kỷ Hợi (1779), Tiến sĩ võ khoa dưới thời nhà Lê.
- Nguyễn Cử Tướng (?–?): Quan Cử, khoa thi Mậu Thân (?), Tiến sĩ võ khoa dưới thời nhà Lê.